# De tripas corazón (película de 1985)
De tripas corazón es una película española de drama estrenada en 1985, coescrita, coproducida y dirigida por Julio Sánchez Valdés y protagonizada en los papeles principales por José Luis Fernández 'Pirri', Juan Diego y Patricia Adriani.

## Sinopsis
Jaime es un abogado de oficio divorciado de 40 años que vive con Rocío, una joven modelo 15 años más joven que él. Jaime acaba de conseguir la excarcelación de "El Chirlo", un delincuente ocasional que fue arrestado y condenado por un delito menor. Entre los dos comienza una relación de amistad, pero con quien realmente va a tener una conexión especial "El Chirlo" va a ser con Rocío, con quien pasa todo su tiempo libre. Ello provocará una serie de emociones en Jaime, quien ya empieza a estar harto de que los delincuentes a los que defiende se resguarden en su desgraciada situación.

## Reparto
| Actor                       | Personaje           |
| --------------------------- | ------------------- |
| Juan Diego                  | Jaime Vera          |
| Patricia Adriani            | Rocío               |
| José Luis Fernández 'Pirri' | El Chirlo           |
| Juan Martínez               | El Nene             |
| José Antonio Rielo          | El Pelos            |
| Rafael Villalba             | Miguel Vilches      |
| Lola Peno                   | Pitonisa            |
| Chema Gil                   | Abogado             |
| José Luis Santos            | Abogado             |
| Douglas McNicol             | Abogado             |
| Carmelo Alcántara           | Camarero            |
| Vicente del Águila          | Joyero              |
| Santos Salazar              | Taxista             |
| Vicente Perales             | Pasante             |
| Rafael Machado              | Modelo              |
| Alicia Sánchez              | Irene               |
| Javier Loyola               | Juez                |
| Sancho Gracia               | Arturo              |
| Óscar Ladoire               | Jugador tragaperras |